# Войтовцы (Хмельницкая область)
Войтовцы́ (укр. Війтівці) — посёлок в Хмельницком районе Хмельницкой области Украины.

## История
Поселение было основано в 1888 году в Летичевском уезде Подольской губернии Российской империи. 
В ходе Великой Отечественной войны с 7 июля 1941 до 6 марта 1944 гг. село было оккупировано немецкими войсками.
Статус пгт с 1970 года. В 1971 году здесь действовали 14 предприятий (кирпичный завод, райсельхозтехника, завод по переработке кукурузы, хлебоприёмный пункт, свеклоприёмный пункт, межрайонная база облпотребсоюза, АТП, три предприятия бытового обслуживания, три столовых и др.), а также отделение почты, больница на 50 мест, восьмилетняя школа, Дом культуры, библиотека и сельский клуб.
В январе 1989 года численность населения составляла 1124 человека.
В марте 1995 года Верховная Рада Украины внесла находившееся здесь хлебоприёмное предприятие в перечень предприятий, приватизация которых запрещена в связи с их общегосударственным значением.
Осенью 2002 года было возбуждено дело о банкротстве находившегося здесь комбикормового завода.
В ноябре 2007 года ХПП было признано банкротом и началась процедура его ликвидации.
По состоянию на 1 января 2013 года население составляло 896 человек.

## Транспорт
Железнодорожная станция Войтовцы на линии Гречаны—Волочиск—Тернополь.
Также через посёлок проходит автодорога Ужгород—Тернополь—Хмельницкий—Донецк (E50).